# 2015年度叱咤樂壇流行榜頒獎典禮得獎名單
2015年度叱咤樂壇流行榜頒獎典禮是由香港商業電台舉辦，典禮於2016年1月1日晚上八時正假灣仔香港會議展覽中心Hall 5BC舉行。本屆頒獎典禮的主題為「任我叱咤」。
是屆頒獎禮大贏家為Supper Moment及吳業坤，共奪得三個獎項。吳業坤成為史上首位以「生力軍金獎」的身份奪得「叱咤樂壇我最喜愛的歌曲大獎」及「叱咤樂壇我最喜愛的男歌手」。Supper Moment亦首次奪得「叱咤樂壇組合金獎」及「叱咤樂壇我最喜愛的組合」。

## 主題簡述
本屆頒獎典禮以「任我叱咤」為主題。以現時盛行的本土街頭音樂文化作探討，帶出音樂無分貴賤的信息，擁有任何身份都可以是歌手，身處任何地方都可以是舞台。

## 門票慈善義賣
適逢東華三院145周年，東華三院將成為本屆頒獎典禮指定受惠慈善機構，將部份門票作慈善義賣，收益善款將撥捐予廣華醫院作重建經費。

## 記者招待會
記者招待會於2015年11月9日舉行，為配合受惠慈善機構東華三院，是次特別安排於旗下位於上水馬草壟的營地以野外形式進行，並命題為「任我叱咤大旅行」。出席歌手眾多，包括張敬軒、謝安琪、周柏豪、薛凱琪、RubberBand、C AllStar、洪卓立、關心妍、方皓玟、連詩雅、許廷鏗、林欣彤、農夫、周國賢、麥浚龍、劉浩龍、Dear Jane、林奕匡、陳柏宇、AGA、J.Arie、羅力威、Supper Moment、馮允謙、鄭欣宜、Super Girls、陳凱彤、JUDE、A2A、黎曉陽、Yan Ting、SIS樂印姊妹、ZolarWind、葉巧琳、Blaster、新青年理髮廳、雞蛋蒸肉餅、鍾舒祺、K.I.S.羅啟聰、咖啡因公園、少女標本、狄易達、吳業坤、As One、姜麗文、鄧養天、小塵埃、Yukilovey、陳詩欣、Another Kitchen。

## 「我最喜愛的」投票
本年度之「我最喜愛的男、女歌手、組合、歌曲」獎項經由 my903 認証會員透過 my903.com、「Hong Kong Toolbar」手機應用程式 或「商台節目重溫」手機應用程式進行投票。

### 「我最喜愛的男、女歌手、組合」投票
第一階段（2015年11月30日中午12時至12月4日中午12時）從今年903專業推介所有上榜男、女歌手、組合中選出最後五強，進入第二階段投票。
- 我最喜愛的男歌手（五強）：周柏豪、陳奕迅、張敬軒、羅力威、吳業坤
- 我最喜愛的女歌手（五強）：王菀之、何韻詩、容祖兒、楊千嬅、謝安琪
- 我最喜愛的組合（五強）：C AllStar、Dear Jane、Supper Moment、Twins、農　夫

第二階段（2015年12月7日中午12時至12月11日中午12時）從最後五強中直接選出「我最喜愛的」獎項，結果於頒獎典禮當晚公佈。

### 「叱咤樂壇我最喜愛的歌曲大獎」投票
第一階段（2015年12月17日中午12時至12月21日中午12時）從今年903專業推介所有上榜歌曲中選出最後二十強，進入第二階段投票。
第二階段（2015年12月22日中午12時至12月25日中午12時）從最後二十強歌曲中選出最後十強，進入第三階段投票。
第三階段（2015年12月28日中午12時至12月31日中午12時）從最後十強歌曲中選出最後五強，於頒獎典禮當晚由現場觀眾即場票選最終結果。
| 歌曲       | 歌手           | 歌曲       | 歌手        | 歌曲             | 歌手   | 歌曲           | 歌手               |
| ---------- | -------------- | ---------- | ----------- | ---------------- | ------ | -------------- | ------------------ |
| 世界真細小 | 李克勤、容祖兒 | 安徒生的錯 | 林奕匡      | 最好的債         | 楊千嬅 | 幸福之歌       | Supper Moment      |
| 羅生門     | 麥浚龍、謝安琪 | 百年不合   | 周柏豪      | 我們都不是無辜的 | 周國賢 | 無條件         | 陳奕迅             |
| 回眸一笑   | 陳柏宇         | 逾越生死   | C AllStar   | 原來她不夠愛我   | 吳業坤 | 聽電台的人     | 羅力威             |
| 是有種人   | 何韻詩         | 矛盾一生   | JW          | 找對的人         | 張敬軒 | 黃昏點唱機     | 容祖兒 ft. 林海峰  |
| 小幸運     | 田馥甄         | 一拍即愛   | Super Girls | 虛齡時代         | Twins  | 差一點我們會飛 | 黃淑蔓、英仁合唱團 |

## 得獎名單

### 歌曲獎項

#### 叱咤樂壇至尊歌曲大獎
- 無條件
  - 主唱：陳奕迅[註 1]
  - 作曲：Eric Kwok
  - 填詞：袁兩半
  - 編曲：張子堅
  - 監製：Eric Kwok

#### 專業推介．叱十大
| 排名   | 歌曲               | 主唱              | 作曲                   | 填詞          | 編曲                  | 監製                        |
| ------ | ------------------ | ----------------- | ---------------------- | ------------- | --------------------- | --------------------------- |
| 第二位 | 世界真細小         | 李克勤、容祖兒    | C. Y. Kong、Jean Chien | 黃偉文        | C. Y. Kong            | C. Y. Kong                  |
| 第三位 | 最好的債           | 楊千嬅            | 雷頌德                 | 黃偉文        | 雷頌德                | 雷頌德                      |
| 第四位 | 找對的人           | 張敬軒            | Iki                    | 林若寧        | Iki                   | 張敬軒                      |
| 第五位 | 所有下雨天         | 薛凱琪            | 何秉舜                 | 黃偉文        | 何秉舜                | 何秉舜、舒 文               |
| 第六位 | 羅生門             | 麥浚龍、謝安琪    | 伍樂城                 | 黃偉文        | 伍樂城                | 麥浚龍、伍樂城              |
| 第七位 | 挾持               | RubberBand        | RubberBand             | 黃偉文        | 王雙駿、RubberBand    | 王雙駿、RubberBand          |
| 第八位 | 黃昏點唱機         | 容祖兒 ft. 林海峰 | 馮翰銘                 | 林若寧        | 馮翰銘                | 馮翰銘                      |
| 第九位 | 我們都是這樣長大的 | 林欣彤            | 林欣彤                 | 林若寧        | 王雙駿                | 王雙駿                      |
| 第十位 | 幸福之歌           | Supper Moment     | Supper Moment          | Supper Moment | Supper Moment、阿Bert | Adrian Chan、 Supper Moment |

以下所有以粗體顯示的歌名，代表該歌曲為叱咤903專業推介冠軍作品。

### 唱片獎項

#### 叱咤樂壇至尊唱片大獎
- 《Addendum》
  - 歌手：麥浚龍
  - 唱片監製：麥浚龍
    - 上榜歌曲：雷克雅未克、單魚座、睡前服、念念不忘、瑕疵、羅生門
    - 演繹作品：耿耿於懷

### 幕後獎項

#### 叱咤樂壇作曲人大獎
- 伍樂城
  - 上榜作品：虛齡時代、失戀咒、主角一號、家明、念念不忘、羅生門

#### 叱咤樂壇填詞人大獎
- 黃偉文
  - 上榜作品：相安無事、紅館夢、人生銀行、分手是常識吧、睡前服、同屋主、虛齡時代、單魚座、雷克雅未克、家明、樂觀、青春常駐、你瘦夠了嗎?、我在機場等船、仁至義盡、飄紅、哲學家、挾持、其後、我們都不是無辜的、羅生門、世界真細小、廿九歲的遺書、這麼近那麼遠、小手術、最好的債、水星逆行、念念不忘、瑕疵、所有下雨天、你的秀

#### 叱咤樂壇編曲人大獎
- 馮翰銘
  - 上榜作品：Gotta Get High、凹凸、仁至義盡、飄紅、小俠、黃昏點唱機、這麼近那麼遠、我們他們、小手術

#### 叱咤樂壇監製大獎
- 舒文
  - 上榜作品：等到Sunday就Call你、格拉斯哥流浪、認、密室謀殺事件、那一個我、點水蜻蜓、Superman、寫妳太難、鬼叫我窮牙、為何要我愛上你、回到最愛的那天、就手軒羊咩咩咩、浪漫前夕、Change Your Life、若、原來她不夠愛我、天橋、時間靜止器、樂觀、少年遊記、所有下雨天、水星逆行、肋骨

### 歌手獎項

#### 叱咤樂壇生力軍
- 金獎：吳業坤
  - 上榜歌曲：原來她不夠愛我、陽光點的歌
  - 演繹歌曲：原來她不夠愛我
- 銀獎：JUDE
  - 上榜歌曲：格拉斯哥流浪、密室謀殺事件
- 銅獎：黃淑蔓
  - 上榜歌曲：差一點我們會飛

#### 叱咤樂壇男歌手
- 金獎：張敬軒
  - 上榜歌曲：青春常駐、靈魂相認、就手軒羊咩咩咩、Do What You Want、找對的人、過客別墅
  - 演繹歌曲：過客別墅
- 銀獎：陳奕迅[註 1]
  - 上榜歌曲：無條件、起點‧終站、人生馬拉松
- 銅獎：周柏豪
  - 上榜歌曲：小白、天不怕地不怕、上次講到、相安無事、百年不合、天下大亂

#### 叱咤樂壇女歌手
- 金獎：容祖兒
  - 上榜歌曲：樂觀、飄紅、Gotta Get High、這麼近那麼遠、黃昏點唱機、世界真細小
  - 演繹歌曲：Gotta Get High
- 銀獎：王菀之
  - 上榜歌曲：如一、我們他們、小手術、小俠
- 銅獎：謝安琪
  - 上榜歌曲：家明、篋神、跟著眼淚轉彎、香女人、羅生門

#### 叱咤樂壇組合
- 金獎：Supper Moment
  - 上榜歌曲：孤獨先生、討厭的我、煩擾中起舞、幸福之歌
  - 演繹歌曲：煩擾中起舞
- 銀獎：C AllStar
  - 上榜歌曲：上車咒、紅館夢、后會無期、夜幕天星、SuperStar、憑著愛、戰場上的最後探戈、時間之光、煙花非花、逾越生死
- 銅獎：Dear Jane
  - 上榜歌曲：遠征、七百萬種樂與怒、咖啡因眼淚

#### 叱咤樂壇唱作人
- 金獎：林奕匡
  - 唱作作品：新一天、有人共鳴、頌讚詩、安徒生的錯
  - 演繹歌曲：安徒生的錯
- 銀獎：王菀之
  - 唱作作品：如一、我們他們、小俠
- 銅獎：周柏豪
  - 唱作作品：小白、天不怕地不怕、天下大亂

### 我最喜愛的獎項

#### 叱咤樂壇我最喜愛的歌曲大獎
- 原來她不夠愛我
  - 主唱：吳業坤
  - 作曲：Larry Wong
  - 填詞：林若寧
  - 編曲：Larry Wong
  - 監製：舒　文

| 編號 | 歌曲           | 歌手           | 票數（A區） | 票數（B區） | 票數（C區） | 票數（D區） | 總票數 |
| ---- | -------------- | -------------- | ----------- | ----------- | ----------- | ----------- | ------ |
| A    | 找對的人       | 張敬軒         | 249         | 192         | 213         | 183         | 837    |
| B    | 是有種人       | 何韻詩         | 147         | 127         | 113         | 132         | 519    |
| C    | 原來她不夠愛我 | 吳業坤         | 548         | 472         | 396         | 516         | 1932   |
| D    | 最好的債       | 楊千嬅         | 184         | 140         | 143         | 156         | 623    |
| E    | 羅生門         | 麥浚龍、謝安琪 | 512         | 441         | 367         | 414         | 1734   |

#### 叱咤樂壇我最喜愛的男歌手
- 吳業坤
  - 最後五強：陳奕迅、張敬軒、羅力威、周柏豪、吳業坤

#### 叱咤樂壇我最喜愛的女歌手
- 謝安琪
  - 最後五強： 容祖兒、謝安琪、楊千嬅、何韻詩、王菀之

#### 叱咤樂壇我最喜愛的組合
- Supper Moment
  - 最後五強： Dear Jane、Twins、農　夫、Supper Moment、C AllStar